# Mindanaoflaggpapegoja
Mindanaoflaggpapegoja (Prioniturus waterstradti) är en fågel i familjen östpapegojor inom ordningen papegojfåglar.

## Utseende och läte
Mindanaoflaggpapegojan är en medelstor papegoja med en för släktet karakteristisk stjärtform, där de två centrala stjärtpennorna är förlängda och längst ut försedda med en spatelliknande spets. Fjäderdräkten är övervägande grön, mörkare ovan än under. Huvudet är djupare grönt och ansiktet blått. Jämfört med mindanaolorikiten är den större och saknar rött i ansikte och på näbben. Bland lätena hörs olika nasala skrin samt ett hårt och metalliskt "ra-geek!" som ofta avges i flykten.

## Utbredning och systematik
Fågeln förekommer i bergstrakter på Mindanao (södra Filippinerna). Den behandlas antingen som monotypisk eller delas in i två underarter med följande utbredning:
- Prioniturus waterstradti malindangensis – västra Mindanao
- Prioniturus waterstradti waterstradti – sydöstra Mindanao

## Status
Mindanaoflaggpapegojan har ett begränsat utbredningsområde och en liten världspopulation som uppskattas till endast 3000–4500 vuxna individer. Den tros också minska i antal till följd av habitatförlust. Internationella naturvårdsunionen IUCN kategoriserar arten som nära hotad.

## Namn
Fågelns vetenskapliga artnamn hedrar Johannes Waterstradt (1869-?1944), en dansk entomolog, botaniker och samlare av specimen i Ceylon, Malaysia, Ostindien och Filippinerna.